# Tributaries: Reflections on Tommy Flanagan
Tributaries: Reflections on Tommy Flanagan ist ein posthumes Jazzalbum von Roland Hanna, mit Kompositionen im Zusammenhang mit Tommy Flanagan. Die im Juni 2002 im SUNY Performing Arts Center, Purchase, New York entstandenen Aufnahmen erschienen 2003 auf IPO Recordings. Hanna nahm diese Hommage an seinen alten Freund auf, der am 16. November 2001 verstorben war. Einige Monate nach Abschluss dieser Aufnahme erkrankte Hanna selbst an einer Virusinfektion des Herzens und starb am 13. November 2002.

## Hintergrund
Kurz vor seinem Tod machte Sir Roland Hanna eine Reihe von Aufnahmen für das Label IPO Recordings; dabei entstand Everything I Love (erschien 2002), Colors from a Giant’s Kit (erschienen 2011) und I’ve Got a Right to Sing the Blues (2002, mit Carrie Smith). Hannas Solo-Klavier-Hommage an Tommy Flanagan hat den Hintergrund, dass beide Pianisten aus Detroit kamen und ähnliche Karrierewege gingen, schrieb Jim Santilla. Sie waren gute Freunde; der eine hatte als musikalischer Leiter von Ella Fitzgerald fungiert, während der andere, eben Hanna, der musikalische Leiter von Sarah Vaughan war. Zwei von Flanagans Kompositionen sind vertreten, sie eröffnen und schließen das Album.
„Sea Changes“ nahm Flanagan erstmal 1996 für das gleichnamige Album auf, begleitet von Peter Washington und Lewis Nash; „Delarna“ erschien 1958 als „Dalarna“ auf Flanagans Prestige-Album Overseas (mit Wilbur Little und Elvin Jones).
Titel 10, „Robbin’s Nest“, wurde versehentlich als „Robin’s Nest“ bezeichnet.

## Titelliste

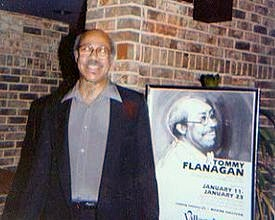
Tommy Flanagan

- Sir Roland Hanna: Tributaries: Reflections on Tommy Flanagan (IPO Recordings IPOC1004 )[2]

1. Sea Changes (Flanagan) – 4:22
2. A Child Is Born (Thad Jones) – 6:50
3. Body and Soul (Johnny Green, Frank Eyton, Edward Heyman, Robert Sour) – 8:28
4. Soon (George Gershwin, Ira Gershwin) – 4:43
5. Things Ain’t What They Used to Be (Mercer Ellington) – 5:29
6. Never Let Me Go (Jay Livingston, Ray Evans) – 7:00
7. The Cup Bearers (Tom McIntosh) – 7:25
8. 'Tis (Jones) – 4:33
9. I Concentrate on You (Cole Porter) – 6:37
10. Robin’s Nest  (Illinois Jacquet, Bob Russell, Sir Charles Thompson) – 4:03
11. Delarna (Flanagan) – 5:18

## Rezeption
Scott Yanow verlieh dem Album 4½ (von fünf) Sterne und schrieb: „Hannas Hommage an den kürzlich verstorbenen Flanagan ist so voller Leben, Kreativität und Swing“, dass man kaum glauben könne, dass der Interpret nur fünf Monate nach den Aufmnahmen verstorben ist. „Nach dem Hören dieser sehr empfehlenswerten CD kann es kaum Zweifel geben, dass Hanna bis zum Ende seines produktiven Lebens sehr gut gespielt hat.“
Jim Santilla schrieb in All About Jazz, Hanna interpretiere mühelos lyrische Balladen; „seine Bewegungen fließen reibungslos und seine Verwendung von harmonischen Texturen stellt jedes Stück auf ein Podest. Die fließenden Rhythmen des Pianisten kommentieren die Darbietung mit Swing. Die Vielfalt, mit der er diesen bekannten Standards begegnet, verleiht der Leistung Auftrieb.“ Die beiden von Flanagans komponierten Stücke zeigten Gelassenheit und tiefes Gefühl, schrieb Santilla. „Hanna interpretiert sie mit Leidenschaft, langsam und bewusst. Während dieser schönen Hommage herrsche eine Lyrik, ebenso wie während zweier fruchtbarer und unvergesslicher Karrieren.“
Nach Ansicht von Richard Cook und Brian Morton, die das Album mit drei (von vier) Sternen bewerteten, sind die Höhepunkte mit „Sea Changes“, „A Child Is Born“ und „Body and Soul“ in der ersten Hälfte zu finden; der zweite Teil falle etwas formelhaft aus, die nicht typisch für Hanna sei.